# Coryn Labecki

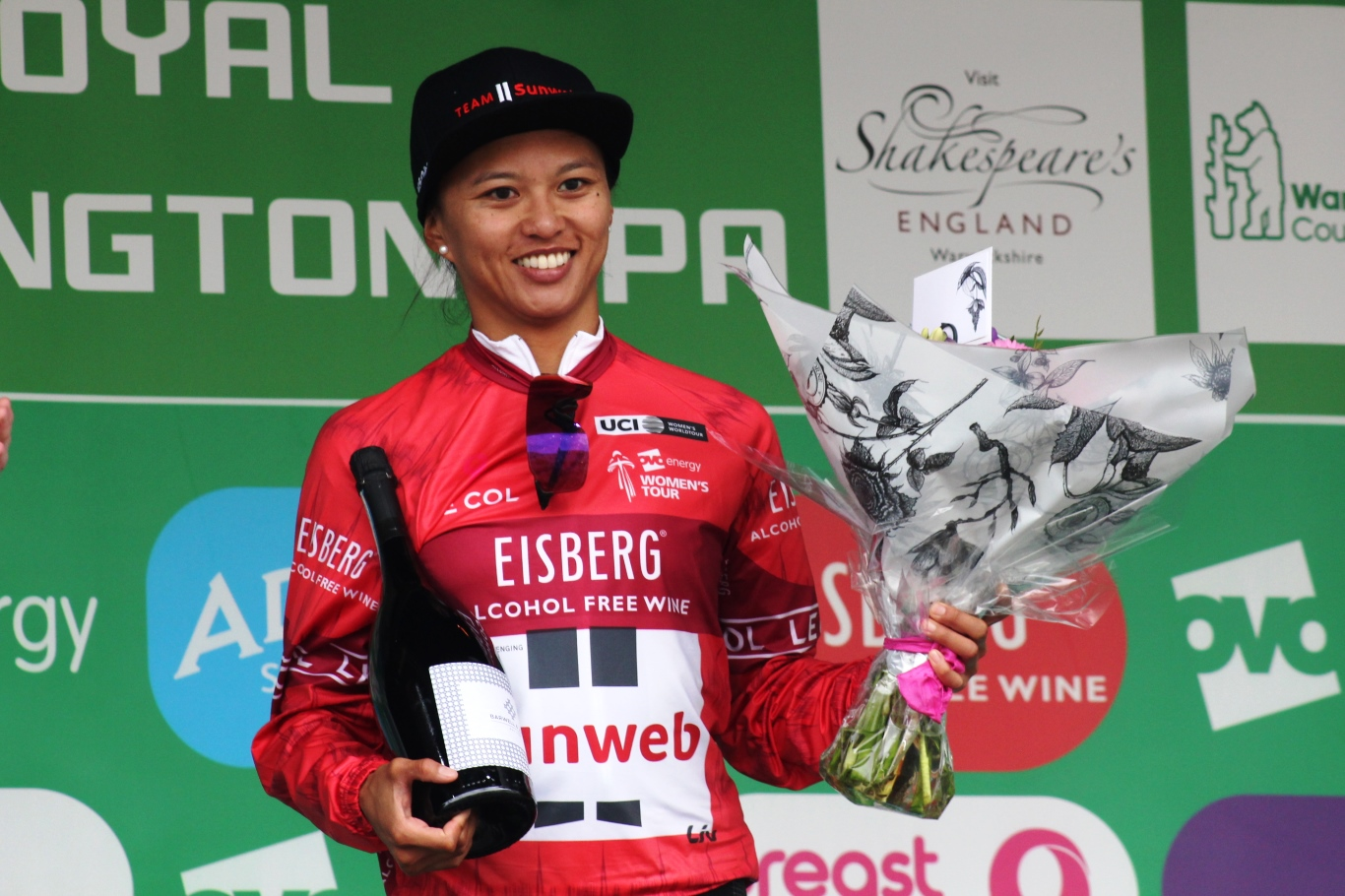
Rivera bei der Women's Tour 2018

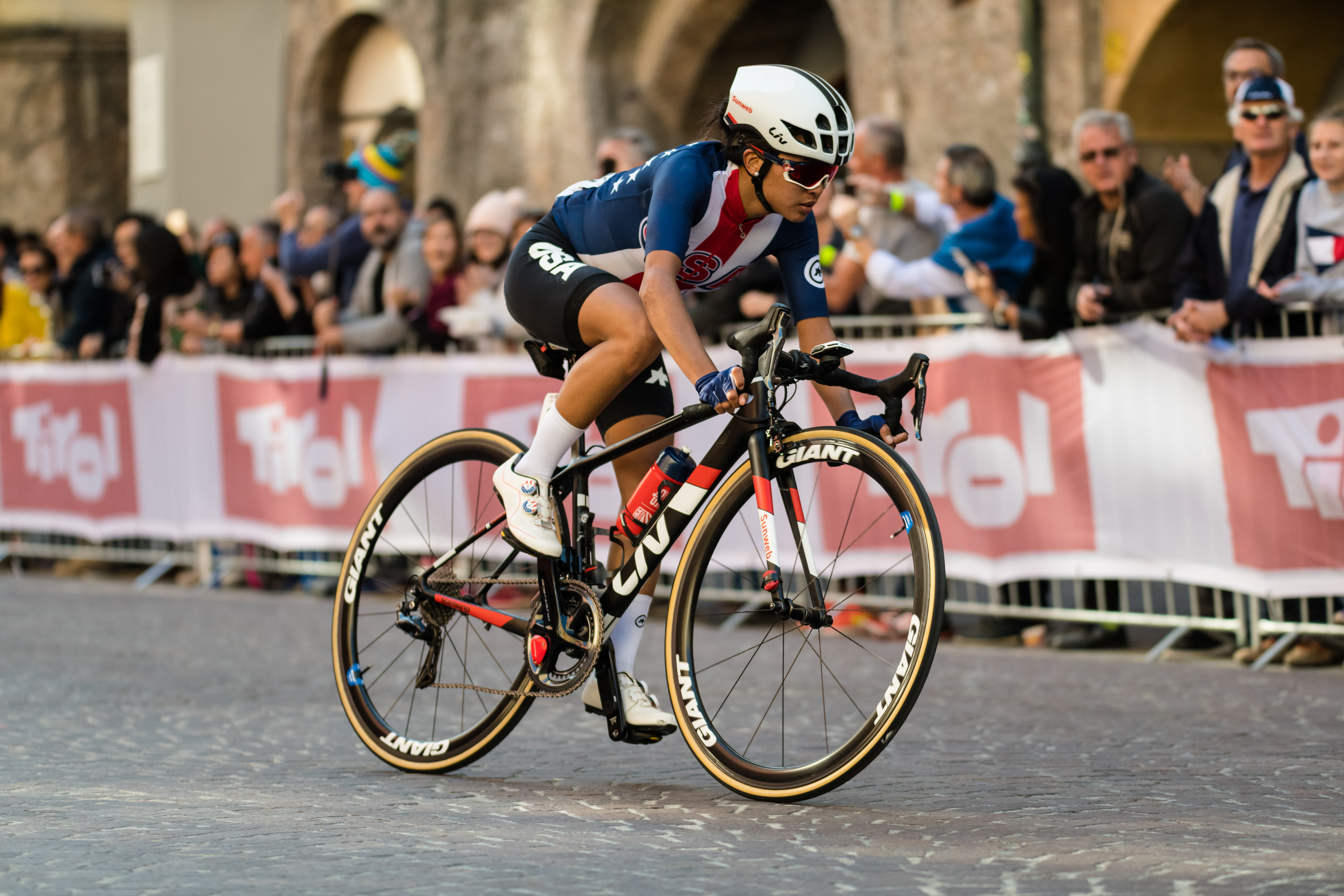
Rivera im Straßenrennen bei den UCI-Straßen-Weltmeisterschaften 2018 in Innsbruck

Coryn G. Labecki, geborene Rivera, (* 26. August 1992 in Garden Grove) ist eine US-amerikanische Radrennfahrerin.

## Sportliche Laufbahn
Die Eltern von Coryn Rivera wanderten von den Philippinen in die USA aus. Schon in seinem Heimatland hatte ihr Vater Motocrossrennen bestritten, in den USA nahm er an Motorrad- sowie an Mountainbikerennen teil. Aufgrund von Verletzungen schwenkte er schließlich auf den Straßenradsport um. Coryn Rivera nahm gemeinsam mit ihrem Vater auf einem Tandem an Tourenfahrten teil. Im Alter von elf Jahren startete sie erstmals bei einem Radrennen, das sie auch gewann.
2010 errang Rivera bei den Straßenweltmeisterschaften die Bronzemedaille im Straßenrennen der Juniorinnen, im Einzelzeitfahren belegte sie Rang zehn. 2011 gewann sie eine Etappe der Tour Féminin en Limousin. 2014 erhielt sie einen Vertrag beim Frauenteam des Teams UnitedHealthcare, für das sie drei Jahre lang fuhr. Im Jahr darauf entschied sie eine Etappe der Thüringen-Rundfahrt für sich, was ihr 2016 erneut gelang. Im selben Jahr startete sie den Straßenweltmeisterschaften im Rennen der Elite und belegte Platz 16.
2017 gewann Coryn Rivera mit dem Trofeo Alfredo Binda erstmals ein Rennen, das zur UCI Women’s WorldTour zählt. Am 2. April 2017 verzeichnete sie durch den Sieg der Flandern-Rundfahrt im Massensprint den bis dahin größten Erfolg ihrer Karriere. Im September des Jahres wurde sie mit dem Team Sunweb Weltmeisterin im Mannschaftszeitfahren. 2018 gewann sie zwei Etappen und die Punktewertung der Thüringen-Rundfahrt, außerdem gewann sie die zweite Etappe der Women’s Tour und anschließend auch die Gesamtwertung. Zudem wurde Coryn Rivera, nachdem sie schon insgesamt 71 nationale Meistertitel in verschiedenen Radsportdisziplinen und Altersklassen gewonnen hatte, zum ersten Mal amerikanische Meisterin im Straßenrennen. Bei den UCI-Straßen-Weltmeisterschaften 2018 belegte sie mit dem Team Sunweb im Mannschaftszeitfahren Platz drei.
2019 gewann Rivera zwei Etappen der Lotto Belgium Tour und 2021 eine Etappe des Giro d’Italia Donne. Sie startete im Straßenrennen der Olympischen Spiele in Tokio und belegte Platz sieben.

## Privates
Coryn Rivera heiratete im Herbst 2021 und trägt seitdem den Familiennamen Labecki.

## Erfolge

### Straße
2009
- US-amerikanische Junioren-Meisterin – Straßenrennen

2010
- Tour Féminin en Limousin
- Junioren-Weltmeisterschaft – Straßenrennen
- US-amerikanische Junioren-Meisterin – Straßenrennen, Einzelzeitfahren

2015
- Panamerikameisterschaft – Straßenrennen
- eine Etappe Internationale Thüringen-Rundfahrt der Frauen

2016
- eine Etappe Internationale Thüringen-Rundfahrt der Frauen
- eine Etappe Tour de San Luis
- Gesamtwertung und zwei Etappen Joe Martin Stage Race

2017
- Trofeo Alfredo Binda
- Flandern-Rundfahrt
- eine Etappe Amgen Breakaway from Heart Disease Women's Race empowered with SRAM
- RideLondon-Classique
- Weltmeisterin – Mannschaftszeitfahren

2018
- zwei Etappen und Punktewertung Internationale Thüringen-Rundfahrt der Frauen
- Gesamtwertung und eine Etappe The Women’s Tour
- US-amerikanische Meisterin – Straßenrennen
- Mannschaftszeitfahren Ladies Tour of Norway
- Mannschaftszeitfahren La Madrid Challenge by La Vuelta
- Weltmeisterschaft – Mannschaftszeitfahren

2019
- zwei Etappen und Punktewertung Lotto Belgium Tour

2021
- eine Etappe Giro d’Italia Donne

2023
- eine Etappe La Vuelta Femenina (Mannschaftszeitfahren)

2024
- Tour of Somerville

### Bahn
2008
- US-amerikanische Jugend-Meisterin – Punktefahren, Scratch, 500-Meter-Zeitfahren, Teamsprint (mit Colleen Hayduk)

2010
- Junioren-Weltmeisterschaft – Omnium

### Querfeldein
2006
- US-amerikanische Jugend-Meisterin – Querfeldein

2007
- US-amerikanische Jugend-Meisterin – Querfeldein

2008
- US-amerikanische Junioren-Meisterin – Querfeldein